# Honda RA122E
L'Honda RA122E è un motore endotermico alternativo aspirato a ciclo Otto da competizione. Questo motore è stato montato sulla McLaren MP4/7 del 1992 con alla guida Ayrton Senna e Gerhard Berger.
È stato l'ultimo motore a 12 cilindri a disputare il mondiale di Formula 1 per la casa dell'ala.

## Contesto
Nel 1991 la Honda aveva deciso di fornire alla McLaren un motore a 12 cilindri per contrastare l'ascesa della Ferrari, che adoperava anch'essa un V12.
In realtà la bontà del progetto di Maranello risiedeva più nelle doti telaistiche ed aerodinamiche della vettura progettata da John Barnard che non nella potenza del motore.
Infatti i nipponici si resero conto che la Ferrari nel '91 aveva subito un declino prestazionale dettato dal progetto ormai vetusto, mentre la Williams si proponeva prepotentemente come rivale per il titolo piloti e costruttori pur utilizzando un motore a dieci cilindri.
La vettura inglese beneficiava delle migliori tecnologie disponibili all'epoca in termini di scienza dei materiali, aerodinamica, elettronica e meccanica.
Dunque la Honda dovette adattarsi alle evoluzioni che la Renault stava portando in pista.
Nonostante l'ennesima vittoria del titolo piloti e costruttori con la McLaren, il 1991 è stato un anno molto duro per la Honda, perché il proprio 12 cilindri si rivelò molto fragile rispetto ai vecchi V10 e richiese un lavoro enorme per poterlo rendere competitivo rispetto ai motori Renault.
Tuttavia la strada dei V10 era ormai stata accantonata e data l'esperienza acquisita con la nuova architettura, la casa di Tokyo decise di realizzare un nuovo motore a 12 cilindri per il 1992, ma a differenza del propulsore dell'anno prima il nuovo V12 poteva contare di un surrogato tecnologico di altissimo profilo.
Ma la Honda pagò lo scotto di interfacciarsi per la prima volta con tecnologie così avveniristiche, e nulla poté contro l'ormai collaudato motore Renault V10, che godeva delle sperimentazioni che i francesi avevano portato avanti sin dal 1989.

## Progetto
Per il 1992 gli ingegneri della Honda, guidati sempre da Osamu Goto decisero che in ogni caso un motore a dodici cilindri sarebbe stato l'ideale per contrastare l'ascesa della Williams Renault.
La nuova filosofia della casa di Tokyo era quella di spingere all'estremo il progetto del motore a 12 cilindri, che l'anno prima con tecnologie relativamente convenzionali, aveva comunque dato i suoi frutti soprattutto in termini di prestazioni.
Ma il 12 cilindri del 1992 aveva ben poco da spartire con l'RA121E dell'anno prima.
Il motore ripartì dal foglio bianco, eccezion fatta per le linee di scarico che mantenevano il layout del precedente, dove per ogni bancata i tre cilindri della parte anteriore confluivano in altro collettore raccordato a quello dei tre posteriori, e poi questi ultimi due nella tubazione finale che scaricava i gas combusti in atmosfera e terminava con una sezione ellittica che le conferiva la classica forma a "fetta di salame" tipica degli scarichi dei mezzi da competizione.
Questo impianto era sempre monitorato da quattro sonde lambda, due per bancata.
Tutto il resto invece, era nuovo.
Una delle novità più vistose era il valore dell'angolo di bancata, portato a 75°.
Questo valore è più tipico di un V10 che non di un V12, il cui angolo naturale per un ciclo a quattro tempi è di 60°, come sull'RA121E del 1991, ma vista la semplicità nell'equilibrare forze e momenti di inerzia dei motori a 12 cilindri, si optò per un angolo maggiore, in modo da abbassare il centro di massa della vettura e recuperare in parte l'equilibrio di cui le scocche McLaren avevano goduto con i motori V10 della Honda.
Mentre per quanto concerne il miglioramento del motore, un angolo di bancata maggiore permise di rendere quasi rettilinei i condotti di aspirazione delle testate, che in realtà erano inclinati di 42°, ma data l'architettura a V ed un angolo più ampio risultavano quasi allineati all'impianto di aspirazione.
Proprio questo impianto, insieme a quello di alimentazione, godeva delle maggiori migliorie a livello elettronico, che nei primi anni '90 divennero fondamentali per i motori e le vetture di Formula 1.
Nell'RA122E le valvole a farfalla non erano collegate meccanicamente al pedale dell'acceleratore, ma erano azionate da un motorino elettrico passo-passo che veniva alimentato dalla centralina di iniezione in funzione della posizione del pedale dell'acceleratore che veniva rilevata tramite un potenziometro.
La Honda decise di conservare i collettori di aspirazione a lunghezza variabile azionati da un sistema idraulico, ma gestito sempre elettronicamente dalla centralina di iniezione.
Già nel '91 questa soluzione rese il motore più elastico ed efficiente, ma abbinata alle nuove tecnologie permise di incrementare il valore di coppia ai regimi medi, ossia del 14% ad 8500 giri al minuto e del 12% a 10500 giri al minuto.
Il miglioramento era apprezzabile fino a 13500 giri al minuto, e la coppia massima veniva erogata a 12000 giri al minuto.
Altre innovazioni che permisero risultati simili sono l'adozione di due iniettori per ogni cilindro, ma soprattutto il nuovo sistema di richiamo delle valvole.
Una delle sfide più difficili per la Honda, fu quella di incrementare il regime di rotazione per ottenere maggiore potenza, ma fino all'anno prima non fu possibile perché le molle d'acciaio utilizzate per il richiamo delle valvole non potevano sopportare carichi troppo elevati.
La Williams usava motori Renault con valvole senza molle d'acciaio, ma pneumatiche, che non risentivano dei fenomeni di fatica e soprattutto non subivano le risonanze dovuto alle alte frequenze di rotazione.
La Honda quindi adottò lo stesso sistema con molle pneumatiche ad azoto, ossia un gas inerte, che garantiva un comportamento più affidabile rispetto all'aria.
In questo modo i regimi di rotazione aumentarono in maniera impressionante e il motore erogava 764 cavalli a 14400 giri al minuto, quasi cinquanta cavalli e 600 giri al minuto in più rispetto al motore del 1991.
Va inoltre ricordato che venne modificato il rapporto alesaggio/corsa, che nel 1992 portò ad una riduzione dell'alesaggio e una maggiorazione della corsa dei pistoni.
L'obiettivo era rendere più compatta la camera di combustione per migliorare la qualità della combustione stessa, ma con un valore di corsa più elevato è anche più difficile arrivare ad incrementi del regime di rotazione.
Un altro fattore che in teoria giocò contro questo incremento, fu l'adozione di valvole di aspirazione e scarico d'acciaio austenitico, anziché in titanio come nel passato, e dunque gravate da inerzie più alte.
Per ovviare al problema, queste valvole vennero realizzate cave.
Anche in questo caso la Shell contribuì allo sviluppo del motore giapponese, riservandogli un trattamento privilegiato.
Ma nel 1992 non fu possibile affinare particolarmente la qualità dei combustibili per via delle nuove norme imposte dalla FIA, secondo cui le macchine di Formula 1 avrebbero dovuto correre con benzine utilizzate nelle vetture di tutti i giorni.
In realtà la Federazione concesse alle squadre un periodo per potersi adattare a queste nuove norme, ossia fino al Gran Premio d'Ungheria.
Fino al quel momento con le benzine speciali, la Shell e la Honda riuscirono a far erogare al motore fino a 804 cavalli, ma con le nuove norme persero circa il 5% della potenza massima che passò a 764 cavalli.
Nell'arco della stagione il motore si dimostrò non sempre affidabile, anche se molto potente, ma regimi di rotazione così elevati e il fatto di essere molto frazionato, lo rese difficile da gestire, perché le sollecitazioni termiche erano talmente elevate da richiedere un impianto di raffreddamento più grande e pesante rispetto alla concorrenza.